# André Bahia
André Bahia (sinh ngày 24 tháng 11 năm 1983) là một cầu thủ bóng đá người Brasil.

## Đầu đời
André Bahia sinh ra ở Tijuca, Rio de Janeiro. Anh có bốn người anh em trai và một chị em gái. Bố anh là một tay đấm quyền Anh hạng nhẹ và từng vô địch bang Rio de Janeiro sáu lần.

## Sự nghiệp câu lạc bộ
André Bahia đã từng chơi cho Shonan Bellmare.